# Hypocaccus varians
Hypocaccus varians är en skalbaggsart som först beskrevs av Schmidt 1890.  Hypocaccus varians ingår i släktet Hypocaccus och familjen stumpbaggar.

## Underarter
Arten delas in i följande underarter:
- H. v. hatsune
- H. v. continentalis
- H. v. varians